# Языковой атлас Нижней Франконии
Языковой Атлас Нижней Франконии (нем. Sprachatlas von Unterfranken) — лингвистический атлас, в котором рассматриваются диалекты Нижней Франконии. Разрабатывался Вюрцбургским университетом в рамках проекта «Баварский языковой атлас».
В 1989 году было положено начало проекту. В 1991-1996 была проведена работа по сбору диалектологического материала. В 2005 началась публикация.
Всего к 2008 году было выпущено семь томов:
- Band 1: Lautgeographie I: Kurzvokale (Almut König), Lautgeographie II: Konsonanten (Monika Fritz-Scheuplein): 2006
- Band 2: Lautgeographie III: Langvokale (Magdalena Beichel, Kristin Herbst, Julia Scheuermann), Lautgeographie IV: Diphthonge (Claudia Blidschun): 2007
- Band 3.1: Nomen (Marion Bayer), Pronomen (Elke Simon): 2008
- Band 3.2: Verb (Oliver Herbst): 2008
- Band 4: Wortgeographie I Gelände und Ackerbau (Roland Baumann), Wortgeographie II Haus- und Hoftiere, Milch- und Milchverarbeitung, Hausschlachten (Manuela Grimm): 2008
- Band 5: Wortgeographie III Mensch und menschliche Gemeinschaft, Kleidung (Jens Wichtermann), Wortgeographie IV Zeiteinteilung; Spiel, Essen, Adverbien (Karin Bayha): 2005
- Band 6: Wortgeographie V Haus, Wetter, Garten, Tiere (Karin Düchs), Wortgeographie VI Wald, Holz, Gefäße (Elke Simon): 2007
- Band 7: Einführung (Norbert Richard Wolf)